# Sint-Pancratiuskerk (Haaksbergen)
De Sint-Pancratiuskerk is een katholieke kerk in het dorp Haaksbergen in de Nederlandse provincie Overijssel. De kerk van Bentheimer zandsteen is gewijd aan de heilige Pancratius.
Andere kerken in het dorpscentrum, op een klein oppervlak, zijn de Waterstaatskerk, de witte synagoge, de Maranathakerk en de witte moskee.
De toren is 48 meter hoog en is tegen de kerk aangebouwd in 1565. Koning Filips II wilde voor iedere plaats een uitkijktoren voor militaire oriëntatie.

## Parochie
De oprichtingsakte van de Parochie van den H. Pancratius is getekend op 16 april 1855.
Op 1 juli 2009 is de Pancratiusparochie met vier andere parochies (Lourdes, Bonifatius, Maria Praesentatie en Marcellinus) gefuseerd tot de Sint Franciscusparochie.

## Interieur
In de jaren 1974-1976 vond een grote restauratie plaats. Diverse eerdere uitbreidingen zijn toen gemarkeerd door kunststof strippen.
Bezienswaardigheden in de kerk:
- Een muurschildering over Pancratius op een wolk, neerziend op de Haaksbergse bevolking, van Herman Walstra

- Uitgebouwde Mariakapel (tot 1974 doopkapel). Het Mariabeeld dateert van 1891, uit het atelier van F.W. Mengelberg
- Doopvont met beeld van Johannes de Doper
- 14 kruiswegstaties die de lijdensweg van Jezus uitbeelden
- Zijaltaar van Frans natuursteen uit 1890, met Mettlacher-tegels van Villeroy & Boch
- Priesterkoor met koororgel (10 registers en 510 sprekende pijpen) van Louis Kramer
- Reliek van Franciscus van Assisi
- Wandje met reliëfs uit 1920 van Cuypers in Roermond
- Triomfkruis (lindenhout; uit 1890) en hongerdoek (3,5 x 5,5 meter)
- Sacristiebel (1712) en -houder (1888, ontwerp Mengelberg, uitvoering smid Albert Kniep)
- Tabernakel met ciborie uit 1882 en wierookvat uit 1838
- Piscina, waterbekken, in 1646 dichtgemetseld tijdens de Reformatie maar bij de grote restauratie weer hersteld
- Tegelmozaïek met Sint Joris en de draak
- Schilderij van Onze-Lieve-Vrouw van Altijddurende Bijstand met bijzondere verklaring van kardinaal Pietro Gasparri uit 1925.
- Groot orgel uit 1937 van Bernard Pels en Zoon uit Alkmaar met 24 registers en 1298 pijpen. Verhuisde in 1952 van koorzolder boven Mariakapel naar zangkoor in de toren. Gerestaureerd in 2014.